# ۵۲۷ (قمری)
۵۲۷ (قمری)، پانصد و بیست و هفتمین سال در گاهشماری هجری قمری است. اول محرم این سال برابر با نوزدهم نوامبر سال ۱۱۳۲ میلادی است.

## وابسته
- نظامی گنجوی